# راندي بروكس
راندي بروكس (بالإنجليزية: Randy Brooks)‏ هو ممثل أمريكي، ولد في 30 يناير 1950 بنيويورك في الولايات المتحدة.

## أعمال

### أفلام
- (1987) اغتيال
- (1992) كلاب المستودع[3]

## وصلات خارجية
- راندي بروكس على موقع IMDb (الإنجليزية)
- راندي بروكس على موقع ألو سيني (الفرنسية)
- راندي بروكس على موقع أول موفي (الإنجليزية)
- راندي بروكس على موقع قاعدة بيانات الأفلام السويدية (السويدية)
- راندي بروكس على موقع قاعدة بيانات الفيلم (الإنجليزية)
- راندي بروكس على موقع كينوبويسك (الروسية)